# سيليا بوريحان
 سيليا بوريحان (ولدت 22 يناير 1995 ببجاية، الجزائر) هي لاعبة كرة طائرة جزائرية. شاركت مع المنتخب الجزائري في الألعاب الأولمبية 2012 بلندن وهي في عمر 17 . كانت من أهم لاعبات منتخب الناشئات الذي شارك في البطولة العالمية للناشئات بتركيا سنة 2011 .

## معلومات الاندية
النادي الحالي : ناصرية بجاية 
معلومات تقنية :
الطول: 1,77 م
الارتقاء في السحق : 2,95 م
الارتقاء في الصد : 2,89 م
- منتخب الجزائر لكرة الطائرة سيدات
- البطولة الجزائرية لكرة الطائرة سيدات

## روابط خارجية
- سيليا بوريحان على موقع عالم الكرة الطائرة (الإنجليزية)
- سيليا بوريحان على موقع أوليمبيديا (الإنجليزية)